# Kojmyrplutten
Kojmyrplutten är en sjö i Krokoms kommun i Jämtland och ingår i Indalsälvens huvudavrinningsområde.